# (1284) Latvia
(1284) Latvia ist ein Asteroid des Hauptgürtels, der am 27. Juli 1933 vom deutschen Astronomen Karl Wilhelm Reinmuth in Heidelberg entdeckt wurde. 
Der Name des Asteroiden ist von Lettland abgeleitet.